# Viktor Solodov
Viktor Solodov (15 de junho de 1962) é um ex-halterofilista russo, que competiu pela União Soviética.
No Campeonato Mundial e Europeu de 1983, que foram organizados como um único evento, Solodov obteve o segundo lugar, na categoria até 90 kg. Ele levantou 185 kg no arranque e 225 kg no arremesso, 410 kg no total combinado. O búlgaro Blagoi Blagoev foi campeão, com 417,5 kg no total.
Foi campeão mundial em 1985, com 395 kg no total, e novamente vice-campeão mundial em 1986, com 407,5 kg (180+227,5), depois de Anatoli Khrapati, com 412,5 kg (185+227,5), na categoria até 90 kg.
Quadro de resultados

| Ano  | Posição | Competição                                     | Classe de peso | Marca                |
| 1981 | 3.      | Campeonato Mndial Júnior em Lignano Sabbiadoro | –90 kg         | 362,5 kg (162,5+200) |
| 1982 | 2.      | Campeonato Mundial Júnior em São Paulo         | –90 kg         | 390 kg (175+215)     |
| 1983 | 2.      | Campeonato Mundial e Europeu em Moscou         | –90 kg         | 410 kg (185+225)     |
| 1984 | 1.      | Campeonato Europeu em Vitoria-Gasteiz          | –90 kg         | 420 kg (187,5+232,5) |
| 1985 | 1.      | Campeonato Europeu em Katowice                 | –90 kg         | 402,5 kg (180+222,5) |
| 1985 | 1.      | Campeonato Mundial em Sodertelje               | –90 kg         | 395 kg (177,5+217,5) |
| 1986 | 2.      | Campeonato Europeu em Karl-Marx-Stadt          | –90 kg         | 395 kg (175+220)     |
| 1986 | 2.      | Campeonato Mundial em Sófia                    | –90 kg         | 407,5 kg (180+227,5) |

Definiu quatro recordes mundiais ao longo de sua carreira, na categoria até 90 kg. Seu último recorde no arremesso (233 kg) só foi superado por Anatoli Khrapati em apenas 2 kg (235 kg). Seu recorde no total (422,5 kg) não foi superado, mesmo após a reestruturação das classes de peso em 1993, pela Federação Internacional de Halterofilismo, e por isto esta marca não é mais reconhecida. Seus recordes foram:
| Data       | Disciplina | Marca    | Classe de peso | Lugar           |
| 28.10.1983 | Arremesso  | 230 kg   | –90 kg         | Moscou          |
| 30.04.1984 | Arremesso  | 232,5 kg | –90 kg         | Vitoria-Gasteiz |
| 15.09.1984 | Arremesso  | 233 kg   | –90 kg         | Varna           |
| 15.09.1984 | Total      | 422,5 kg | –90 kg         | Varna           |